# Le Pourceau monstrueux de Landser
Le Pourceau monstrueux de Landser est une gravure sur cuivre au burin de l'artiste de la Renaissance allemande Albrecht Dürer, qui représente un pourceau né malformé le 1er mars 1496 dans le village de Landser en Alsace, lequel mourut très vite. 

## Description
Cet animal avait une tête avec deux langues et quatre oreilles, deux ventres et huit pattes. Selon la représentation de Dürer six pattes servent à marcher et deux sont dressées en l'air. Il s'agit d'un cas de duplicitas posterior avec une notomélie et une dignathia inferior. 
Albrecht Dürer représente le pourceau de Landser debout sur six de ses huit pattes, dans une attitude vivante comme s'il était en chair et en os. L'animal est tourné vers la droite, la gueule ouverte devant les tours de la ville. 

## Histoire
Dürer n'a pas vu l'animal de ses propres yeux. Il s'est probablement inspiré d'une description de Sébastien Brant publiée à Bâle avec une gravure sur bois anonyme assez naïve dont il s'inspira pour dépeindre le châtelet à l'arrière-plan, et d'un cochon empaillé qui a été montré à Nuremberg à Pâques 1496, sans que l'on sache s'il s'agissait du véritable pourceau de Landser. Selon Marco Heiles, chercheur à l'Université d'Aix-la-Chapelle, Brant qui avait publié quelques planches concernant divers « miracles de la nature » obtint le 1er mars 1496 du secrétaire de mairie de Landser de voir le pourceau en chair et en os et prépara une représentation plus ou moins fidèle de l'animal.

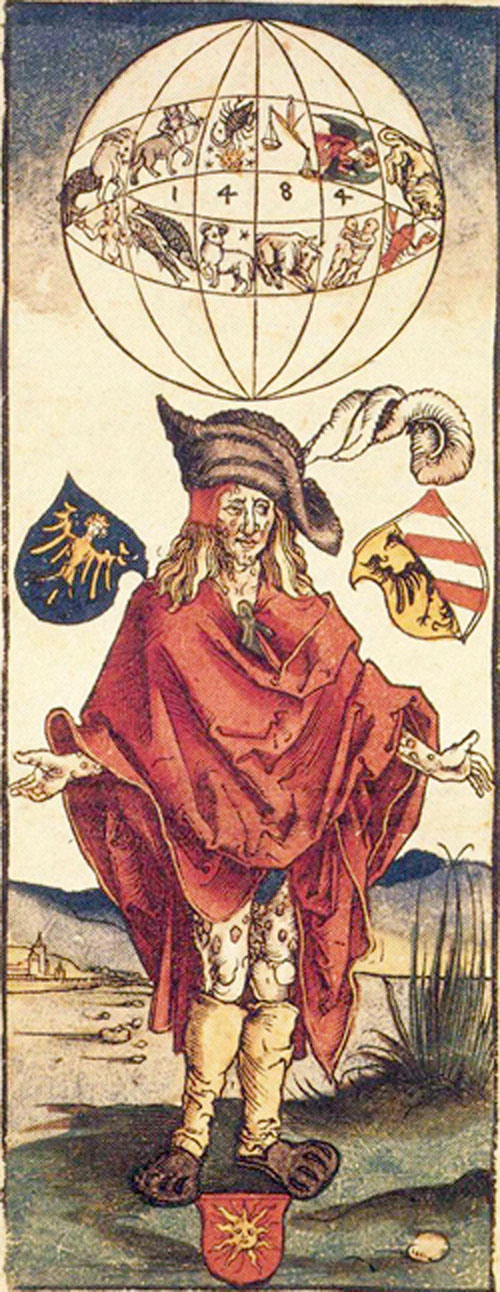
Représentation de la syphilis de 1496, par Dürer.

Des malformations comme celles du pourceau de Landser intéressaient les hommes depuis des siècles. Sans parler des prodiges de la Bible, on peut citer les écrits d'Aristote, selon lesquels le monstre est interprété comme une erreur de la nature,  l'Histoire naturelle de Pline l'Ancien au Ier siècle ou le Prodigium liber, partiellement conservé, de Julius Obsequens au IVe siècle.
Bien que saint Augustin ait proposé au Ve siècle une approche différente, considérant les évènements extraordinaires comme une composante d'un plan divin, la prémonition et la croyance aux prodiges a trouvé un nouvel essor : Johannes Lichtenberger par exemple établit un lien prémonitoire entre la conjonction de Jupiter, Mars et Saturne, qui entre en 1484 dans le signe du Scorpion, et l'épidémie de syphilis. Probablement en 1496, l'année même où a été connu le pourceau monstrueux, Dürer lui-même réalise une gravure de la « maladie du plaisir », qui est publiée en illustration d'un poème du médecin Theoderich Ulsenius. Ce dernier aussi considère la constellation comme maléfique. Dans la continuité directe des représentations apocalyptiques de Dürer se situent celles des jumeaux siamois d'Ertingen, qui ont probablement vécu de 1512 à 1520. En 1499, Johannes Stöffler prédit des calamités et en 1521, Johann Carion un déluge. Dans la décennie qui suit l'existence du pourceau monstrueux, plusieurs tracts sont diffusés qui annoncent des catastrophes à venir, dont les indices prémonitoires sont des signes telle la naissance d'un cochon malformé. L'empereur Charles Quint lui-même est effrayé et finance des recherches sur les catastrophes possibles.
On ne sait toutefois rien du destin historique du pourceau de Landser et de l'animal empaillé qui était montré à Nuremberg.

## Analyse
Bien qu'il n'ait pas eu accès au monstre, Dürer fait preuve d'une objectivité zoologiste tout à fait surprenante. Aucun signe religieux n'y est présent. Peut-être est-ce dans l'esprit de l'artiste, une gravure simplement commerciale, destinée à un marché avide de présages annonçant la fin des temps.